# Konrad Blicklin
Konrad Blicklin, genannt Konrad Ebinger (* um 1462 in Ebingen; † 3. September 1534 in Tübingen), Doktor beider Rechte, lehrte etwa 53 Jahre an der Universität Tübingen, zuletzt als Ordinarius für Kirchenrecht. Er war der am längsten lehrende Tübinger Rechtsprofessor vor der Einführung der Reformation in Württemberg (1534/1535).

## Leben
Konrad Blicklin, der den Zeitgenossen fast nur unter seinem Herkunftsnamen Ebinger bekannt war, entstammte der ersten Ehe des langjährigen Ebinger Schultheißen Heinrich Blicklin († 1483). Der Geburtsname seiner Mutter Adelheid ist nicht überliefert. Als etwa 12- bis 14-Jähriger begann Blicklin sein Universitätsstudium im Sommersemester 1475 an der Artistenfakultät Basel. Dort wurde er im Wintersemester 1476 Bakkalar und um 1478 an der im Vorjahr eröffneten Universität Tübingen Magister. Er gehörte danach satzungsgemäß zu den Lehrkräften an der Tübinger Artistenfakultät. Im Sommersemester 1483 ist er in Tübingen bereits als Lizenziat in der Rechtswissenschaft nachgewiesen.
Verheiratet war Blicklin in erster Ehe mit Anna Ziegler, einer Verwandten des Tübinger Propstkanzlers Johannes Vergenhans alias Nauclerus, in zweiter Ehe mit Katharina Ochsenbach von einer bekannten aus Brackenheim stammenden Tübinger Familie. In Brackenheim war Johannes Vergenhans fünf Jahre Inhaber der Pfarrstelle gewesen. Mit der Einheirat in die Familie Vergenhans und dank der Mitgift seiner ersten Ehefrau konnte er seine kostspielige Promotion zum Doktor beider Rechte, d. h. im kirchlichen und römischen Recht, finanzieren und so in der Mitte der 1480er-Jahre die Voraussetzung für seine alsbaldige Anstellung als Rechtsprofessor an der Tübinger Juristenfakultät schaffen, anfangs in einem weniger gut besoldeten Lehramt der Fakultät, für das er zunächst einen privaten jährlichen Zuschuss von seinem Schwiegervater Johannes Vergenhans erhielt. Als Nachfolger des 1501 verstorbenen Martin Prenninger war er schließlich bis zu seinem Tod am 3. September 1534 Ordinarius für Kirchenrecht.
Von diplomatischen Tätigkeiten für den württembergischen Landesherrn sowie von Tätigkeiten als Beisitzer an dessen Hofgericht konnte er sich weitgehend fernhalten. Er übernahm auch zu keiner Zeit das Amt des Rektors der Universität. Jedoch wurde er mehrmals im Wechsel für jeweils zwei Jahre zum Hauptdeputierten (deputatus principalis) für die Universitätsverwaltung gewählt und 1500 für ein Jahr zum Stellvertreter von Johannes Vergenhans in dessen Amt als einer der drei Richter des Schwäbischen Bundes. Blicklins herausragende Gelehrsamkeit und die Klarheit seines Vortrags wurden, wie auch der Wittenberger Theologe Philipp Melanchthon berichtet, noch lange nach seinem Tod gerühmt. Mit Ausnahme von posthum gedruckten Kollegialgutachten der Tübinger Juristenfakultät, an denen er beteiligt war, sind keine gedruckten Schriften von ihm überliefert.
Blicklin hinterließ die Söhne Johann, Conrad, Georg, Ludwig, Sebastian und Heinrich. Sein ansehnliches Vermögen war Gegenstand eines längeren Erbschaftsprozesses.